# México nos Jogos Olímpicos de Inverno da Juventude de 2016
O México participará dos Jogos Olímpicos de Inverno da Juventude de 2016, a serem realizados em Lillehammer, na Noruega com dois atletas em duas modalidades, esqui alpino e esqui estilo livre.

## Esqui Alpino

### Feminino
Jocelyn Margarita McGillivray

## Esqui estilo livre

### Masculino
Fernando Soto Herrera